# Język wschodniołużycki
Język wschodniołużycki – język lub wymarłe dialekty przejściowe polsko-dolnołużyckie języków zachodniosłowiańskich, znane przede wszystkim z Nowego Testamentu Mikławša Jakubicy z 1548 roku i słownika Hieronima Megisera z roku 1603, stąd też zwane często dialektami Jakubicy i Megisera.
Językiem tym mówiła ludność autochtoniczna między rzekami Nysą i Bobrem. Pierwotna granica między dialektami polskimi a łużyckimi biegła zapewne wzdłuż Bobru i Odry, choć ślady wymowy nosowej zawarte są też w materiale toponomastycznym na zachód od Bobru. W XVI-XVII stulecia granica ta mogła ulec przesunięciu. Łużycki historyk Frido Metsk zaproponował granicę wzdłuż Bobru, następnie biegnącą przez miejscowości Wysoka, Lipno, Trzebule, Ciemnice, Radnicę, Budachów oraz Golę. Dalej granica biegłaby wzdłuż Pliszki aż po Urad. Jest to granica hipotetyczna oparta nie na danych toponomastycznych, lecz na wzmiankach źródłowych mówiących o ludności wendyjskiej. Wendami zwano dawniej również ludność posługującą się dialektami połabskimi, a nawet polskimi, dlatego do hipotezy tej należy podchodzić z ostrożnością. Ze względu na przejściowość dialektów wschodniołużyckich, jak i skąpą ilość danych toponomastycznych oraz niemożność precyzyjnego zlokalizowana dialektu Jakubicy oraz Megisera, nie jest możliwe dokładne wytyczenie granicy polsko-łużyckiej. Dialekty wschodniołużyckie przetrwały szczątkowo do XX wieku w okolicy Mużakowa. Zalicza się do nich czasem także gwary mużakowskie i slepiańskie, choć są one wysunięte najdalej na zachód i najbliższe językom łużyckim. Na wschód od opisanego obszaru używano gwar dolnośląskich.
Wspomniane gwary były bardzo zróżnicowane, jednolitego interdialektu lub postaci kodyfikowanej nie było. Obecna była w nich polska akcentuacja na przedostatniej zgłosce, polski rozwój sonantów zgłoskotwórczych oraz, w różnym zakresie, przegłos lechicki (konksekwentniej przeprowadzony w dialekcie Megisera). Dialekty te, podobnie jak dialekty łużyckie zatraciły samogłoski nosowe oraz podobnie jak polskie, zachowały grupę „str”. Pomieszanie nagłosowego „o” z „wo” łączyło dialekty wschodniołuzyckie z dolnołuzyckimi i pomorskimi. Prałużyckie č spłynęło z c (na przykład vecořa) jako w dolnołużyckim. Palatalizowane ś, ź uległy depalatalizacji, a tymczasem ć, dź przeszły w ť, ď, półmiękkie č, dž lub c, dz (na przykład cichy). W morfologii panuje typ našo polo. Częściowo zachowały się samogłoski pochylone (na przykład dobro). Samogłoski e, o uległy przed nosówkami zwężeniu w zasięgu górnołużyckim (na przykład sym). Czas przeszły tworzy się za pomocą czasownika posiłkowego też w osobie 3, na przykład ja sym ňo viděł. Starołużyckie  'a przeszło przez ä w  'e, np. smieć (śmiać). Brak dolnołużyckiej zmiany ć > ś oraz dź > ź.